# Elisabeth Domitien
Elisabeth Domitien (1925 – Bimbo, 26 aprile 2005) è stata una politica centrafricana.
È stata Primo ministro della Repubblica Centrafricana dal gennaio 1975 all'aprile 1976. È stata la prima e finora l'unica donna a ricoprire questo incarico nel Paese.